# Katharina Freitag
Katharina Freitag (* 26. August 1987 in Hamburg) ist eine deutsche Fußballspielerin, die aktuell für die BSG Chemie Leipzig aktiv ist.

## Karriere

### Fußball
Freitag startete ihre Karriere als Vierjährige in der Jugend des SV Todesfelde. Zur Saison 2003/2004 wechselte sie zum Bundesliganeuling Hamburger SV. Nach vier Jahren beim HSV in der höchsten deutschen Frauenliga wechselte sie 2007 zum Regionalligisten 1. FC Lokomotive Leipzig. Mit Lok stieg sie 2010 in die 2. Fußball-Bundesliga Nord und zwei Jahre später in die Bundesliga auf. Angesichts einer drohenden Insolvenz des 1. FC Lokomotive Leipzig gründete sie mit ihren Mitspielerinnen im Frühjahr 2013 den FFV Leipzig, für den sie nach der kurz darauf erfolgten Auflösung von Loks Frauenfußballabteilung aktiv war.
Nach dem aus betriebswirtschaftlichen Gründen erfolgten Rückzug des FFV Leipzig vom Spielbetrieb wechselte sie im Juli 2017 mit ihren Vereinskolleginnen, darunter Safi Nyembo, Angelina Lübcke und Marlene Ebermann, zum von ihnen neu gegründeten FC Phoenix Leipzig, bei dem sie zudem als Jugendleiterin fungierte. Mit Phoenix stieg sie im Sommer 2019 in die Regionalliga Nordost auf. Nachdem der Verein als Folge der COVID-19-Pandemie in wirtschaftliche Schwierigkeiten geraten war, wechselte Freitag in der Winterpause der Saison 2021/22 zum Ligakonkurrenten Eintracht Leipzig-Süd. Im Sommer 2022 schloss sie sich der neu gegründeten Frauenfußballmannschaft von Chemie Leipzig an.